# Louis-Vincent Fouquet
Louis-Vincent Fouquet, né le 5 février 1798 à Orléans et mort le 3 janvier 1880 aux Lilas, est un peintre français.

## Biographie
Jean Vincent Fouquet, dit Louis-Vincent Fouquet est le fils de Jean Jérome Fouquet, cordonnier, et de Magdeleine Marthe Brunelle.
Élève de l’École de dessin d’Orléans et d'Alexandre-Gabriel Decamps, il expose au Salon de 1831 à 1868.
Il obtient une médaille de 2e classe à Paris (en 1833), une médaille d'argent à Cherbourg et Valenciennes, et une médaille de bronze à Rouen.
En 1866, il habite au no 71 de la rue de Paris, aux Lilas (près Romainville),.
Il meurt célibataire à l'âge de 81 ans à son domicile des Lilas.

## Participation aux Salons parisiens
(sauf mention)
- Intérieur de l'atelier du sculpteur Dantan l'aîné, au Salon de 1831
- Intérieur d'une clouterie, au Salon de 1833
- L'enfant aux marionnettes, au Salon de 1833
- Les singes savans, au Salon de 1833
- Intérieur d'une clouterie, au Salon de 1833 (Douai)
- Le balayeur, au Salon de 1833
- Les chiens savans, au Salon de 1833, aquarelle
- Scène de choléra, au Salon de 1833
- Costume breton, au Salon de 1834, aquarelle
- Des enfants à la cabane aux lapins, au Salon de 1834
- Fait historique d'un singe, arrivé à Caen, au Salon de 1834
- Un pauvre, au Salon de 1834
- Une scène de petits Auvergnats, au Salon de 1834
- Une veuve, au Salon de 1834
- Danse d'Auvergnats, au Salon de 1834 (Lille)
- La marchande d'antiquités, au Salon de 1834
- Une veuve, au Salon de 1834 (Lille)
- Étude de chiens, au Salon de 1835
- Intérieur d'une cuisine à Franchard (Fontainebleau), au Salon de 1835
- Intérieur d'une ferme, au Salon de 1835
- Paysage ; vue prise à Fontainebleau, au Salon de 1835
- Convoi d'un seigneur breton chez les Paludiens, près des bords de la mer, au Salon de 1836
- Un antiquaire, au Salon de 1836
- Un cadre d'aquarelles, au Salon de 1836
- Le colporteur, au Salon de 1836
- Deux petits orphelins, au Salon de 1837
- Le jugement de Polichinelle, au Salon de 1837
- Une mère de famille, au Salon de 1837
- Départ pour le baptême breton, au Salon de 1837
- Habitation de tourbiers en Flandre, au Salon de 1837
- La prière bretonne, au Salon de 1837
- Le retour de la fontaine ; costumes bretons, au Salon de 1838
- Les baladins en voyage, au Salon de 1838
- Tabagie flamande, au Salon de 1838
- Fuite en Égypte, au Salon de 1839
- Le chenil, au Salon de 1839, aquarelle
- Les chiens musiciens, au Salon de 1839, aquarelle
- La mère de famille, au Salon de 1839 (Mulhouse)
- Gibier, au Salon de 1841
- Les petits Savoyards, au Salon de 1841
- Une vierge, au Salon de 1841
- Jésus-Christ entouré de soldats, au Salon de 1844
- Boutique d'un Juif au Caire , au Salon de 1844, aquarelle
- Femme égyptienne, au Salon de 1844, aquarelle
- Mariage arabe au Caire, au Salon de 1844
- Intérieur d'une chambre à coucher, au Salon de 1845 (Boulogne-sur-Mer)
- La nourrice, au Salon de 1846
- Retour de la moisson ; frontières suisses, au Salon de 1847
- Danse de chiens, au Salon de 1848
- Les laveuses, au Salon de 1848
- Prière à la madone, au Salon de 1848
- Vue des pyramides de Gersch, au Salon de 1848
- Café en Égypte, au Salon de 1849
- Groupe de raisins	1849
- Vase de fleurs ; bas-relief	1849
- Les chiens savants, au Salon de 1852
- Le chenil, au Salon de 1857
- Deux chiens à la porte d'un chenil, au Salon de 1858 (Blois)
- Le rémouleur égyptien, au Salon de 1858 (Blois)
- Le raccommodeur d'armes, en Égypte, au Salon de 1866
- Vue des environs de Paris, au Salon de 1866
- Pêcheur en Normandie, au Salon de 1867
- Un contrebandier des Pyrénées, au Salon de 1867
- Confidences de femmes près d’une citerne (Égypte), au Salon de 1868